# Маятник Фуко
Ма́ятник Фуко́ — математический маятник, используемый для экспериментальной демонстрации суточного вращения Земли. Представляет собой тело массой до нескольких десятков килограммов на гибком подвесе длиной до нескольких десятков метров. Верхний конец нити укрепляется в кардановом подвесе или на упорном шарикоподшипнике для свободного движения маятника в любой вертикальной плоскости. Наличие суточного вращения нашей планеты ответственно за постепенный поворот плоскости колебаний маятника относительно связанных с Землёй ориентиров. Впервые эффект продемонстрирован Леоном Фуко (1851 год). В настоящее время в мире имеются действующие маятники Фуко, используемые в демонстрационных целях.
Наблюдение за маятником Фуко является одним из способов решения следующей занимательной задачи Петра Капицы:

Астрономические наблюдения показывают, что на планете Венера полная облачность, так что «жители» Венеры лишены возможности наблюдать небесные светила. Опишите, каким методом они могли бы точно измерить длину своих суток.

Самый большой в мире маятник Фуко (длиной 98 м, период 20 с) провисел в Исаакиевском соборе в Ленинграде с 1931 по 1986 год.

## Эксперименты
Французский физик и астроном Лео́н Фуко́ впервые осуществил свой эксперимент в 2 часа ночи 8 января 1851 года в погребе своего дома на углу улиц Асса́ и Вожира́р в Париже. Для этого был использован маятник длиной 2 метра. В феврале с разрешения Доминика Араго он повторил опыт в Парижской обсерватории, на этот раз удлинив маятник до 11 метров. В подготовке эксперимента принимал также участие Фромент — ассистент Фуко.
Первая публичная демонстрация была осуществлена уже в марте 1851 года в парижском Пантеоне: под куполом Пантеона он подвесил на стальной проволоке длиной 67 м металлический шар массой 28 кг с закреплённым на нём остриём. Крепление маятника позволяло ему свободно колебаться во всех направлениях, под точкой крепления было сделано круговое ограждение диаметром 6 м, по краю ограждения была насыпана песчаная дорожка таким образом, чтобы маятник в своём движении мог при её пересечении прочерчивать на песке отметки. Чтобы избежать бокового толчка при пуске маятника, его отвели в сторону и привязали верёвкой, после чего верёвку пережгли. Период колебания маятника при такой длине подвеса составляет 16,4 секунды, при каждом колебании отклонение от предыдущего пересечения песчаной дорожки составляет около 3 мм, за час плоскость колебаний маятника поворачивается более чем на 11° по часовой стрелке, то есть примерно за 32 часа совершает полный оборот и возвращается в прежнее положение.
Опыты Фуко в Пантеоне проводились по просьбе президента Второй республики Луи Бонапарта (будущего Наполеона III). Широко распространена история о том, что Папа Пий IX благословил опыт Фуко, который показал бы всемогущество творца Вселенной. Документальных свидетельств благословения не известно.
Эксперимент с маятником Фуко также был проведен на Южном полюсе, где, как предполагалось, вращение земли будет иметь наибольший эффект. Маятник был установлен на шестиэтажной лестнице станции Амундсен-Скотт и имел длину 33 метра и шар весом 25 кг. Расположение было идеальным: никакой ветер не мог помешать маятнику. Исследователи подтвердили, что период вращения плоскости колебаний составляет около 24 часов.

## Объяснение опыта

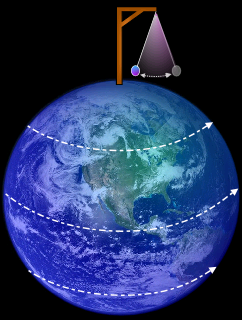
Маятник Фуко на Северном полюсе. Ось вращения Земли лежит в плоскости колебаний маятника

### Неинерциальная система отсчёта
В неинерциальной системе отсчёта, связанной с Землёй, поворот плоскости качаний маятника можно объяснить действием силы Кориолиса, которая максимальна на полюсе и отсутствует на экваторе.

### Инерциальная система отсчёта
В инерциальной системе отсчёта на тело маятника действуют только две силы — сила притяжения со стороны Земли и сила натяжения нити подвеса. Считая тело материальной точкой, получаем, что эти две силы, направленные вдоль пересекающихся в этой точке прямых, однозначно задают плоскость качаний маятника, которая не может изменяться. Следовательно, её вращение относительно поверхности Земли обусловлено вращением планеты вокруг собственной оси.
В простейшем случае — на полюсе, где ось вращения Земли лежит в плоскости качаний маятника — наблюдатель видит вращение этой плоскости в сторону, противоположную вращению Земли, на 360° за звёздные сутки (23 ч. 56 мин. 4 с, 15° за звёздный час).
В точке с любой другой географической широтой плоскость качания маятника не может оставаться неподвижной относительно звёзд, а участвует во вращении Земли. Вектор {\displaystyle {\overrightarrow {\omega }}} угловой скорости вращения этой точки вместе с Землёй может быть разложен на две составляющие: вертикальную {\displaystyle {\overrightarrow {\omega _{1}}}}, которая и определяет скорость вращения плоскости маятника, и горизонтальную {\displaystyle {\overrightarrow {\omega _{2}}}}, которая задаёт вращение плоскости качаний маятника вместе с Землёй. Вертикальная составляющая при приближении к экватору уменьшается, поэтому скорость вращения маятника относительно Земли с уменьшением широты убывает. На экваторе плоскость колебаний маятника относительно Земли неподвижна.
В южном полушарии картина явления совершенно та же, за исключением того, что вращение плоскости качаний маятника происходит в противоположную сторону.

### Расчётные формулы
В произвольной точке с географической широтой {\displaystyle \phi } скорость вращения плоскости колебаний идеального маятника Фуко {\displaystyle \Omega _{P}} (в градусах в звёздный час) относительно поверхности Земли составляет:
{\displaystyle \Omega _{P}=15\sin \phi .}
Строгое рассмотрение задачи приводит к двум уточнениям. Во-первых, маятник движется не в плоскости, а по конической поверхности. Маятник, запущенный классическим способом — оттягиванием в крайнее положение и пережиганием оттягивающей нити, в точку равновесия не попадает, промахиваясь мимо неё в северном полушарии вправо, а в южном — влево. На показанной в статье анимации маятник запущен ударом в точке равновесия, поэтому он при каждом колебании возвращается в неё, описывая петли.
Во-вторых, скорость вращения плоскости колебаний маятника зависит и от длины подвеса:
{\displaystyle \Omega _{P}\approx 15\left[1-{\frac {3}{8}}{\Bigl (}{\frac {a}{l}}{\Bigr )}^{2}\right]\sin \phi ,}
где {\displaystyle a} — амплитуда колебаний груза маятника; {\displaystyle l} — длина нити.
Таким образом, увеличение длины нити уменьшает добавочный член, влияющий на скорость вращения маятника, в связи с чем целесообразно пользоваться маятниками возможно большей длины.